# Olumide Oyedeji
Olumide Oyedeji (ur. 11 maja 1981 w Ibadan) – nigeryjski koszykarz, posiadający także brytyjskie obywatelstwo, występujący na pozycji środkowego.
Przez kilka lat występował w letniej lidze NBA, reprezentował Charlotte Bobcats (2004), Cleveland Cavaliers (2005), Atlantę Hawks (2008), Milwaukee Bucks (2008).

## Osiągnięcia
Na podstawie, o ile nie zaznaczono inaczej.
Indywidualne
- MVP:
  - ligi nigeryjskiej (1997)
  - meczu gwiazd ligi:
    - niemieckiej (1999/2000)
    - południowo-koreańskiej (2007)
- Zaliczony do II składu letniej ligi NBA (2005)
- Uczestnik meczu gwiazd:
  - ligi:
    - niemieckiej (1999/2000)
    - portorykańskiej (2006, 2008)
    - południowo-koreańskiej (2006, 2007)

  - CBA (2005, 2010)
  - Nike Hoop Summit (1999, 2000)
- Lider w zbiórkach CBA (2008, 2009 – 19,8)
- Zwycięzca konkursu wsadów ligi niemieckiej BBL (1998, 1999)

Reprezentacja
- Mistrz Afryki (2015)
- Wicemistrz Afryki (1999, 2003)
- Brązowy:
  - medalista mistrzostw Afryki (2005, 2011)
  - kwalifikacji olimpijskich (2012)
  - Kontynentalnego Pucharu Mistrzów Stankovicia (2013)
- Uczestnik:
  - igrzysk olimpijskich (2012 – 10. miejsce)
  - mistrzostw:
    - świata U–19 (1999 – 11. miejsce)
    - Afryki:
      - (1999, 2001 – 5. miejsce, 2003, 2005, 2007 – 5. miejsce, 2011, 2013 – 7. miejsce, 2015)
      - U–18 (1999)
- Lider mistrzostw świata U–19 w zbiórkach (1999 – 13)[4]